# Justine Ghekiere
Justine Ghekiere   (Izegem, 14 de maig de 1996) és una ciclista de carretera belga que, actualment, competeix amb l'AG Insurance - Soudal Team, equip de la màxima divisió ciclista.

## Biografia
Entrenadora personal de professió, va iniciar-se al ciclisme durant la pandèmia del covid-19, quan va guanyar una prova de ciclisme a casa organitzada per Zwift. Als 25 anys va esdevenir professional i ja va aconseguir guanyar la classificació de la muntanya a la Volta a Turíngia. L'any següent fitxa per l'AG Insurance - Soudal Team, amb qui comença a aconseguir bons resultats (vencedora de la general i de la muntanya a la Setmana Ciclista Valenciana) i debuta al Tour de França i al Giro d'Itàlia.
El 2024 fa una gran progressió i es consolida com escaladora: guanya una etapa al Tour de França després d'una escapada en solitari i les classificacions de la muntanya de la prova francesa, el Giro i la Volta a Catalunya.

## Palmarès de carretera
- 2023
  - 1a a la Setmana Ciclista Valenciana. Vencedora de la classificació de la muntanya
- 2024
  - Vencedora d'una etapa al Tour de França.  Vencedora de la classificació de la muntanya
  -  Vencedora de la classificació de la muntanya a la Volta a Catalunya
- 2025
  -  Campiona de Bèlgica en ruta
  - Vencedora d'una etapa a la Volta a Noruega

### Resultats a les Grans Voltes

#### Giro d'Itàlia
- 2023: 24a posició
- 2024: 32a posició,  vencedora del mallot de la muntanya

#### Tour de França
- 2023: 22a posició
- 2024: 30a posició,  vencedora de la 7 etapa i  vencedora del mallot de la muntanya.
- 2025: 14a posició

#### Volta a Espanya
- 2024: no surt a la 4a etapa
- 2025: 34a posició